# Pływanie na Letnich Igrzyskach Olimpijskich 1988 – 4 × 200 m stylem dowolnym mężczyzn
4 × 200 m stylem dowolnym mężczyzn – jedna z konkurencji pływackich, które odbyły się podczas XXIV Igrzysk Olimpijskich w Seulu. Eliminacje miały miejsce 20 września, a finał 21 września 1988 roku.
Mistrzami olimpijskimi zostali reprezentanci Stanów Zjednoczonych. Sztafeta w składzie: Troy Dalbey (1:49,37), Matthew Cetlinski (1:48,44), Doug Gjertsen (1:48,26), Matt Biondi (1:46,44) czasem 7:12,51 ustanowiła nowy rekord świata. Srebrny medal zdobyli zawodnicy z NRD (7:13,68), a brązowy pływacy z RFN (7:14,35).

## Rekordy
Przed zawodami rekord świata i rekord olimpijski wyglądały następująco:
| Rekord            | Reprezentacja | Czas    | Miejsce     | Data             |       |
| ----------------- | --- | ------- | ----------- | ---------------- | ----- |
| Rekord świata     | RFN · Michael Groß · Rainer Henkel · Peter Sitt · Thomas Fahrner                                                    | 7:13,10 | Strasburg   | 19 sierpnia 1987 | [ 1 ] |
| Rekord olimpijski | Stany Zjednoczone · Michael Heath (1:48,67) · David Larson (1:49,01) · Jeff Float (1:49,60) · Bruce Hayes (1:48,41) | 7:15,69 | Los Angeles | 30 lipca 1984    | [ 2 ] |

W trakcie zawodów ustanowiono następujące rekordy:
| Data        | Etap konkurencji | Zawodnik | Czas    | Rekord |
| ----------- | ---------------- | --- | ------- | ------ |
| 21 września | finał            | Stany Zjednoczone · Troy Dalbey (1:49,37) · Matthew Cetlinski (1:48,44) · Doug Gjertsen (1:48,26) · Matt Biondi (1:46,44) | 7:12,51 | ,      |

## Wyniki

### Eliminacje
| Miejsce | Wyścig | Państwo                              | Zawodnicy                                                                                                   | Czas      | Uwagi |
| ------- | ------ | ------------------------------------ | --- | --------- | ----- |
| 1.      | 1      | NRD                                  | Uwe Daßler (1:49,47) Lars Hinneburg (1:49,64) Sven Lodziewski (1:48,87) Thomas Flemming (1:48,63)           | 7:16,61   | Q     |
| 2.      | 1      | Stany Zjednoczone                    | Craig Oppel (1:51,24) Dan Jorgensen (1:49,24) Matt Cetlinski (1:48,87) Doug Gjertsen (1:49,41)              | 7:18,76   | Q     |
| 3.      | 2      | RFN                                  | Peter Sitt (1:50,31) Rainer Henkel (1:49,63) Stefan Pfeiffer (1:50,06) Erik Hochstein (1:49,38)             | 7:19,38   | Q     |
| 4.      | 1      | Australia                            | Jason Plummer (1:51,44) Ian Brown (1:48,89) Martin Roberts (1:51,31) Tom Stachewicz (1:49,82)               | 7:21,46   | Q     |
| 5.      | 1      | Włochy                               | Massimo Trevisan (1:50,95) Fabrizio Rampazzo (1:51,47) Valerio Giambalvo (1:50,97) Roberto Gleria (1:48,46) | 7:21,85   | Q     |
| 6.      | 2      | Francja                              | Stéphan Caron (1:49,41) Michel Pou (1:51,01) Olivier Fougeroud (1:51,62) Laurent Neuville (1:50,99)         | 7:23,03   | Q     |
| 7.      | 2      | Szwecja                              | Tommy Werner (1:50,46) Christer Wallin (1:50,38) Henrik Jangvall (1:52,33) Michael Söderlund (1:50,65)      | 7:23,82   | Q     |
| 8.      | 2      | Kanada                               | Turlough O’Hare (1:51,59) Darren Ward (1:52,27) Donald Haddow (1:51,11) Gary Vandermeulen (1:51,31)         | 7:26,28   | Q     |
| 9.      | 1      | Wielka Brytania                      | Kevin Boyd (1:52,00) Paul Howe (1:51,58) Jonathan Broughton (1:52,81) Roland Lee (1:53,38)                  | 7:29,77   |       |
| 10.     | 2      | Brazylia                             | Cristiano Michelena (1:51,38) Jorge Fernandes (1:53,34) Emanuel Nascimento (1:54,26) Júlio López (1:53,13)  | 7:32,11   |       |
| 11.     | 1      | Dania                                | Franz Mortensen (1:51,21) Claus Christensen (1:52,08) Jan Larsen (1:52,61) Peter Rohde (1:57,41)            | 7:33,31   |       |
| 12.     | 1      | Korea Południowa                     | Kwon Sang-won (1:57,08) Yang Wook (1:57,29) Song Kwang-sun (1:59,11) Kwon Soon-kun (1:59,45)                | 7:52,93   |       |
| 13.     | 1      | Wyspy Dziewicze Stanów Zjednoczonych | Hans Foerster (2:01,34) Kraig Singleton (2:05,63) Ronald Pickard (2:07,66) William Cleveland (2:00,88)      | 8:15,51   |       |
| 14.     | 2      | Zjednoczone Emiraty Arabskie         | Ahmad Faraj (2:15,64) Mohamed Abdullah (2:17,64) Bassam al-Ansari (2:15,41) Mohamed Bin Abid (2:12,34)      | 9:01,03   |       |
| 16 !    | 2      | Meksyk                               | Ignacio Escamilla Jorge Alarcón Carlos Romo Rodrigo González                                                | 9:99,99 ! | DSQ   |
| 16 !    | 2      | ZSRR                                 | Siergiej Kudriajew Aleksandr Bażanow Nikołaj Jewsiejew Aleksiej Kuzniecow                                   | 9:99,99 ! | DSQ   |

### Finał
| Miejsce | Tor | Państwo           | Zawodnicy                                                                                                  | Czas    | Uwagi |
| ------- | --- | ----------------- | --- | ------- | ----- |
| 1 !     | 5   | Stany Zjednoczone | Troy Dalbey (1:49,37) Matthew Cetlinski (1:48,44) Doug Gjertsen (1:48,26) Matt Biondi (1:46,44)            | 7:12,51 | WR    |
| 2 !     | 4   | NRD               | Uwe Daßler (1:48,26) Sven Lodziewski (1:48,92) Thomas Flemming (1:48,07) Steffen Zesner (1:48,43)          | 7:13,68 |       |
| 3 !     | 3   | RFN               | Erik Hochstein (1:49,91) Thomas Fahrner (1:47,75) Rainer Henkel (1:49,42) Michael Groß (1:47,27)           | 7:14,35 |       |
| 4.      | 6   | Australia         | Tom Stachewicz (1:48,99) Ian Brown (1:49,05) Jason Plummer (1:49,95) Duncan Armstrong (1:47,24)            | 7:15,23 |       |
| 5.      | 2   | Włochy            | Roberto Gleria (1:49,23) Giorgio Lamberti (1:47,29) Massimo Trevisan (1:49,66) Valerio Giambalvo (1:49,82) | 7:16,00 |       |
| 6.      | 1   | Szwecja           | Anders Holmertz (1:48,06) Tommy Werner (1:49,41) Michael Söderlund (1:50,57) Christer Wallin (1:51,06)     | 7:19,10 |       |
| 7.      | 7   | Francja           | Michel Pou (1:52,05) Franck Iacono (1:50,04) Olivier Fougeroud (1:52,14) Ludovic Depickère (1:50,46)       | 7:24,69 |       |
| 8.      | 8   | Kanada            | Turlough O’Hare (1:51,45) Sandy Goss (1:51,01) Donald Haddow (1:51,46) Gary Vandermeulen (1:50,99)         | 7:24,91 |       |